# Stadtsparkasse München
Stadtsparkasse München é um dos bancos mais antigos da Alemanha, fundado em 1824.
É uma instituição de direito público e a base jurídica é a Lei dos Bancos de Poupança, Regulamentos do Banco de Poupança da Baviera e Contrato Social emitido pelo Conselho da Cidade.

## História
Em 2 de janeiro de 1824, o "Sparkasse der königlichen Haupt- und Residenzstadt München" abriu suas primeiras instalações comerciais no bairro de Angers. Pela primeira vez, isso deu a muitos residentes de Munique a oportunidade de investir dinheiro com segurança e com juros para provisão própria. Isso foi especialmente importante, pois muitos trabalhadores e funcionários moravam em acomodações compartilhadas.
O banco de poupança colocou o dinheiro do cliente coletado no fundo de liquidação da dívida pública. Em 1840, os depósitos já eram de 4,5 milhões de florins. Quando os preços dos alimentos subiram acentuadamente no início da década de 1940 e a cólera estourou alguns anos depois, os florins investidos no banco de poupança pagaram para muitos. O aumento das retiradas, no entanto, levou a dificuldades de liquidez, pois o fundo de montantes da dívida pública havia usado os fundos depositados para a construção da ferrovia e os edifícios do rei Ludwig. O reembolso foi gradual até 1860.
A partir de 1848, o Sparkasse utilizou exclusivamente a nova opção criada para emprestar à cidade de Munique o investimento de fundos de clientes. Dessa forma, projetos públicos como a construção da Maximilianstraße, a Schrannenhalle ou o sistema de esgoto foram realizados. Desde 1888, o Sparkasse também concedeu empréstimos hipotecários a particulares.
Em 1899, o Sparkasse mudou-se para a primeira parte de seu escritório principal, perto de Marienplatz. Além disso, a Städtische Sparkasse expandiu sua gama de serviços durante esse período: o negócio de valores mobiliários e as transações de pagamento sem dinheiro - na forma de transações de cheque e transferência desenvolvidas pelos bancos de poupança - foram introduzidas. 1904 começou paralelo à construção da rede de agências.
A grande inflação de 1923 e a subsequente reforma da moeda fizeram com que os depósitos encolhessem para cerca de 220.000 marcos do Reich. Um ano depois, representantes de bancos de 28 países lançaram o Dia Mundial da Poupança, que lembra a importância da provisão financeira.
Em 1950, o banco de poupança municipal possuía 24 agências. Nos anos seguintes, ela expandiu significativamente a rede de agências. Além disso, o Stadtsparkasse agora também concedia empréstimos ao consumidor. De 1968 a 1971, todas as filiais foram convertidas em computador e conectadas em rede. Isso fez do instituto um dos primeiros bancos da Europa a introduzir a TI. Desde 1972, é chamado Stadtsparkasse München. Entre os pioneiros no setor bancário, ela também esteve em 1999 com máquinas de depósito de autoatendimento por moedas que creditam o valor imediatamente na conta ou em 2006 com um caixa eletrônico para uso móvel em grandes eventos. Em 2017, o banco operou cerca de 210 caixas eletrônicos e recicladores de dinheiro, 220 terminais de autoatendimento, bem como máquinas de depósito e trocadores de moedas na cidade de Munique. Em 2004, o Stadtsparkasse München foi o primeiro banco de poupança da Baviera a emitir um Pfandbrief para refinanciamento no mercado de capitais pela primeira vez. Desde então, ela colocou mais três Pfandbriefe no mercado. Em 2018, cinco agências foram fechadas e algumas outras foram convertidas em meras localizações de máquinas de venda automática; Por outro lado, a oferta foi ampliada para incluir aconselhamento por telefone e online.

## Serviços
O Stadtsparkasse oferece o negócio bancário universal. É líder de mercado na área de clientes particulares em relação às principais conexões bancárias. Medido pelo balanço médio, é o maior banco de poupança da Baviera e o quinto maior da Alemanha. O Stadtsparkasse coopera com o LBS Bayerische Landesbauparkasse, DekaBank e Versicherungskammer Bayern, etc.

## Caridade
Em 2014, doou cerca de 4,3 milhões de euros para os projetos sociais e culturais através de suas seis fundações:
- Kundenstiftung "Gemeinsam Gutes tun"
- Kinder- und Jugendstiftung der Stadtsparkasse München
- Stiftung Soziales München
- Kulturstiftung
- Stiftung Straßenkunst
- Altenhilfestiftung